# Westfield Mall of Scandinavia

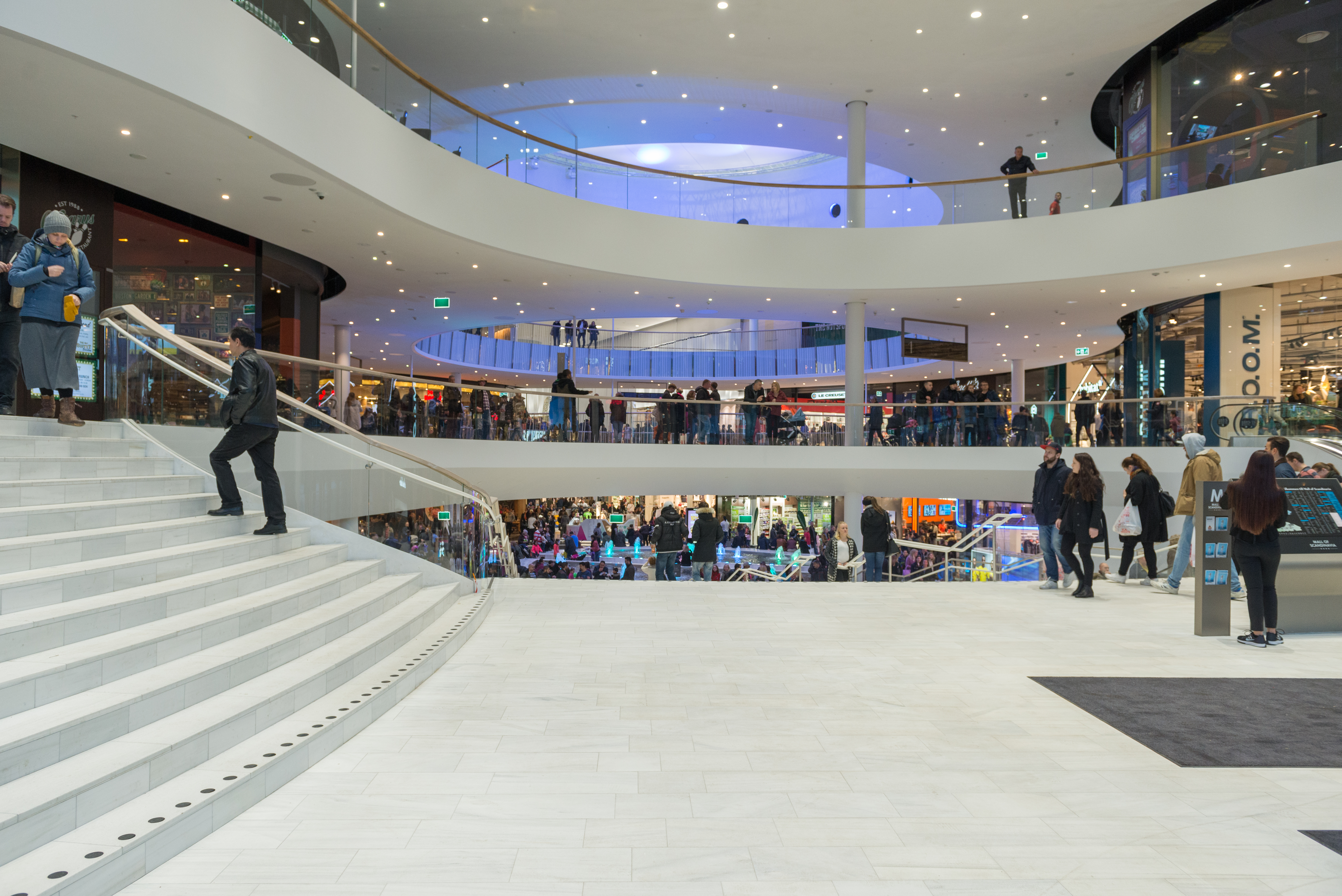
Interior del centro comercial.

Westfield Mall of Scandinavia es un centro comercial situado en Solna, un municipio perteneciente al área metropolitana de Estocolmo, Suecia. Fue inaugurado el 12 de noviembre de 2015, y es el segundo centro comercial con más tiendas de los países nórdicos con 224 tiendas, muchas de ellas con escaparates de doble altura de hasta 8 metros de altura. Cincuenta mil compradores acudieron a la inauguración del centro comercial. Aproximadamente el 20-25% de la superficie alquilable está dedicada a servicios, incluidos 22 restaurantes y un cine de quince pantallas con el primer cine IMAX comercial de los países nórdicos. El centro comercial tiene 3700 plazas de aparcamiento y una superficie bruta alquilable de 101 048 m², que lo hace el tercer centro comercial más grande de los países nórdicos por superficie tras Sello en Espoo, Finlandia y Sørlandssenteret en Kristiansand, Noruega. El edificio también contiene 42 000 m² de oficinas y viviendas.
El coste del proyecto se estima en 6100 millones de coronas. El centro comercial es propiedad de Unibail-Rodamco con Peab como contratista principal. Situado cerca de la estación de cercanías de Solna, aproximadamente a siete minutos del centro de Estocolmo, forma parte del proyecto Arenastaden, que incluye 450 000 m² de nuevas oficinas, el Friends Arena y 1500 viviendas.